# Sally Conway
Sally Conway (Bristol, 1 de fevereiro de 1987) é uma judoca britânica da categoria até 70 quilos.
Nos Jogos Olímpicos de 2016 conquistou a medalha de bronze ao vencer a austríaca Bernadette Graf.